# 多夫海恩
多夫海恩（德語：Dorfhain）是德国萨克森州的一个市镇，隶属于萨克森施韦茨-东厄尔士山县。总面积为6.25平方千米，截至2020年总人口为1096人。